# 东沙妈祖宫
妈祖宫，又称不肯去妈祖宫、天后宫、妈祖庙，位于温州市洞头区北岙街道东沙村，始建于清乾隆年间，是洞头列岛最早的妈祖庙，也是浙江省内保存较为完好的妈祖庙建筑。东沙妈祖宫是洞头妈祖信仰的中心，每年都会举办春秋两祭、6次十八日佛会活动以及春节期间“迎火鼎”活动。

## 建筑
截止2015年，洞头当地一共有23座庙宇供奉妈祖，单独祭祀妈祖的有13座，东沙妈祖宫是洞头历史上第一座妈祖庙，也是洞头现存最古老的建筑物。妈祖宫的选址蕴含风水思想，坐落于海湾岙底，面向东南大海，背倚西北“妈祖宫顶”峰，左右两峰龙盘虎踞，周围三垄环绕，隔海对望三垄主峰，当地传为“聚气迎神”，正因此东沙渔港才能年年丰收。妈祖宫为合院木构建筑，占地面积442.70平方米，实际建筑面积约400平方米，主要建筑有香火亭、门厅、戏台、两厢、拜亭、大殿。香火亭在中轴南端、正对门厅的海滩上，是一座钢筋混凝土结构重檐攒尖顶琉璃瓦六角亭，每边2.45米；门厅有3开间，面宽10.8米、通深2.8米，前后门坊、明间依次排列，明间门楣有“天后宫”匾额，两侧楹联分别为“灵风远卫神州两岸”、“坤德长垂海国辟山”；戏台坐南面北，背靠门厅明间，面宽4.12米、进深5.25米、台面高1米；东西厢楼各三间；由前院上七级台阶进入三开间设有仪门，仪门设有三道门扇；后院中央设有矩形拜亭，设有“三拜石”、妈祖软身座像，系祭拜妈祖的地方；后宫为三开间，面宽10.1米，中心对称，最中间的明间面宽4米，通进深7.75米，明间后廊为妈祖本尊神像，左右配祀观音、三官，东西次间分别为山神、土地和送子娘娘、金童玉女。
东沙妈祖宫在道光、咸丰、光绪年间因为海盗作乱屡屡遭到破坏，根据宫内碑文资料，妈祖宫后殿、戏台在嘉庆、道光、咸丰、光绪年间多次修缮。民国十八年（1929年）妈祖宫山门屋面、戏台西南檐角因台风受损，当地绅民修复并增设门厅、门台、两厢，奠定了今天的规模。1949年东沙村村民陈裕山为报答妈祖保佑他逃脱日本人追捕，再次出资维修妈祖庙，并用黄金2斤包裹妈祖像，但妈祖像在文化大革命期间被沉入海底。1958年后妈祖庙成为渔民放置渔网的地方，1963年用做海带干仓库，1971年成为村鱼粉厂厂址，1978年才恢复宗教用途。1986年10月17日，被列为洞头县重点文物保护单位。政府于1987年组织修缮了大殿，1991年修缮戏台和两廊，又在妈祖宫外修建防波堤。1997年8月29日，被列为浙江省文物保护单位。

## 起源
洞头的妈祖信仰是在明末清初传入，当时福建惠安、莆田、泉州一带的渔民每年渔汛携家眷北上洞头，在洞头北沙、东屏一带建立季节性定居点，在当地从事渔业捕捞，汛期回去就离开。为保行程平安，福建渔民在洞头东沙岙建立了一座简陋的妈祖庙，每年携带妈祖塑像供奉在这里，离开时再带走，久而久之本地渔民也开始崇奉妈祖。相传清代乾隆年间某年秋，福建渔民返航回乡时天气突变、风雨兴焉，渔船一连数日不能出航，最后一日渔民结队出海，只有携带妈祖庙的那艘渔船倾覆，所幸渔民被救起搭别人船返回，妈祖像则在第二天漂上岸。东沙村的村民认为这是妈祖想要留在这里，于是将其重新供奉在庙里，全村出钱出力仿造惠安妈祖庙新建了如今的妈祖宫，当地也称不肯去妈祖宫。
也有说法是，当年惠安渔民携带了一个樟木雕刻的妈祖像，结果在出港前妈祖的头和脚掉了下来，洞头渔民就说妈祖想要留在这里。惠安渔民觉得掉落手足、气运不佳，因此也同意将妈祖留下来，结果东沙周边几个村16人来抢这个像，东沙村拿到了妈祖的身体，水头岩村拿到了双脚，二拢村拿到了双手，都想要在自己村子里建庙。最后惠安渔民再度劝说大家将妈祖像就地供奉，洞头的村民就各自筹资，请惠安渔民帮忙从湄洲岛运来条石、从惠安请来老司，按照惠安妈祖庙的风格兴建妈祖庙。主持妈祖宫的就是当年拿到神像的那几个村，神像掉落的无名村岙后来也被大家叫做妈祖庙。

## 祭典
洞头的妈祖庙在每年农历二月十八、四月十八、六月十八、八月十八、十月十八、十二月十八以及春秋两季的妈祖诞辰三月廿三、妈祖升天日九月初九举行祭典，最特别的还是每年正月十五元宵节举办的“迎火鼎”。洞头的“迎火鼎”习俗源自于闽南，但在洞头也有抗击海盗的元素。据说某年除夕，港内渔船都点亮桅杆迎接新年，结果有人不小心在放鞭炮时点燃了山头，海盗看到灯火通明以为有所戒备、不敢来犯。后来人们觉得这是妈祖显灵，每年新春卜日举行“迎火鼎”，一行人扛着点燃了的火锅，从妈祖庙出发在周边各村巡回。东沙妈祖宫每年都会有3支队伍，在初一晚上或十五向东、南、北三个方向在洞头本岛巡回，各队伍在两三百人。
妈祖宫的一般佛会活动则由佛会组织，现在的佛会成立于1980年代，由东沙周围十多个村庄上百号人构成，设会长一名、副会长若干；春秋两祭则由当地有名望的船老大牵头，在东沙港的船老大中推举16人，最后由主持庙务的庙祝占卜出妈祖佛堂前向妈祖卜卦示意，最终确定组织者人选。每年二、四、六、八、十、十二月的十八日举办佛会活动，其中年初、年末的“年头会”、“年尾会”较为盛大，会设宴款待四方来宾，其余主要面向佛会会员和邻近村村民，多时参与者上千。春秋两祭则在妈祖诞辰和升天日，佛事的主要内容就是请师公在妈祖庙里做法会。开始做法之前，信徒在师公带领下依次拜祭妈祖、地坛、天坛，最后从左到右巡回祭拜一周；之后信众散去，师公依次开始请水、请神、祭北斗、祭三界、请灶神、献敬、玉皇赦、解厄、东岳蘸、送神；最后举办宴席，妈祖诞辰那天还会请来戏班唱戏。
2010年洞头的“妈祖祭典”被列为国家级非物质文化遗产名录扩展项目，政府于同年开始每年妈祖诞辰在东沙妈祖宫举办“妈祖平安节”，节日活动包括妈祖平安出游、书画摄影展、洞头非物质文化遗产项目展示等等，妈祖祭拜活动则是节日的核心环节。官方的介入导致传统民俗更加接近于娱乐，祭典场地从寺庙内部转移到寺庙外的舞台上，新春期间的“迎火鼎”又一并在这天举办。